# (18943) Elaisponton
(18943) Elaisponton (2000 QA55) – planetoida z grupy pasa głównego asteroid okrążająca Słońce w ciągu 3,71 lat w średniej odległości 2,4 j.a. Odkryta 25 sierpnia 2000 roku.